# Eduardo Anguita
Pour les articles homonymes, voir Anguita (homonymie).
 (avril 2024).
Si vous disposez d'ouvrages ou d'articles de référence ou si vous connaissez des sites web de qualité traitant du thème abordé ici, merci de compléter l'article en donnant les références utiles à sa vérifiabilité et en les liant à la section « Notes et références ».
Eduardo Anguita Cuéllar, né le 14 novembre 1914 à Yerbas Buenas (Linares) et mort le 12 août 1992 à Santiago (Chili), est un poète chilien, membre de la génération de 38.
Il a reçu le Prix national chilien de littérature en 1988.

## Biographie
Eduardo Anguita est élevé à San Bernardo, avant d'intégrer le collège des Pères Augustins à Santiago. À 16 ans, il entame des études de droit à l'Université catholique du Chili, qu'il abandonne trois ans plus tard pour se consacrer à la littérature. Dès lors, il collabore à de nombreuses revues et journaux, tels qu'Ercilla, Plan, Atenea, La Nación, El Mercurio, etc. Il  travaille également dans des agences de publicité et dans diverses radios.
Ses premiers poèmes sont publiés en 1934 sous le nom de Tránsito al fin et traduits en anglais en 1942. Membre de la Génération de 38, Eduardo Anguita commence sa carrière littéraire au cours d'une période marquée par le surréalisme et le créationnisme, un mouvement dirigé par Vicente Huidobro, dont il devient un ami proche.
Sous le gouvernement de Carlos Ibáñez del Campo (1955), il est nommé attaché culturel au Mexique, où il publie Palabras al oído de México en 1960.
À la fin de sa vie, il travaille chez Editorial Universitaria en tant qu'éditeur.

## Œuvre
- 1934 : Tránsito al fin (poésie).
- 1935 : Antología de poesía chilena nueva (es) (anthologie, avec Volodia Teitelboim).
- 1948 : Últimos poemas (poésie).
- 1945 : Antología de Vicente Huidobro (anthologie).
- 1950 : Inseguridad del hombre (relatos).
- 1951 : Anguita, cinco poemas (poésie).
- 1960 : Palabras al oído de México (prose et poésie).
- 1962 : El poliedro y el mar (poésie).
- 1963 : Rimbaud pecador (essai).
- 1967 : Venus en el pudridero (poésie)[2].
- 1970 : Poesía Entera (anthologie).
- 1980 : Venus en el pudridero (nouvelle édition corrigée).
- 1988 : La belleza del pensar (chroniques).